# Роккапалумба
Роккапалумба (італ. Roccapalumba, сиц. Roccapalumma) — муніципалітет в Італії, у регіоні Сицилія,  метрополійне місто Палермо.
Роккапалумба розташована на відстані близько 470 км на південь від Рима, 45 км на південний схід від Палермо.
Населення — 2566 осіб (2014).
Щорічний фестиваль відбувається 12 серпня. Покровитель — Santissimo Crocifisso.

## Демографія
Населення за роками:

Станом на 1 січня 2023 року в муніципалітеті офіційно проживало 26 іноземців з 7 країн, серед них 16 громадян країн Євросоюзу.

## Сусідні муніципалітети
- Алія
- Каккамо
- Кастроново-ді-Січилія
- Леркара-Фридді
- Вікарі